# Natixis
 (janvier 2025).
La mise en forme du texte ne suit pas les recommandations de Wikipédia : il faut le « wikifier ».
Les points d'amélioration suivants sont les cas les plus fréquents. Le détail des points à revoir est peut-être précisé sur la page de discussion.
- Les titres sont pré-formatés par le logiciel. Ils ne sont ni en capitales, ni en gras.
- Le texte ne doit pas être écrit en capitales (les noms de famille non plus), ni en gras, ni en italique, ni en « petit »…
- Le gras n'est utilisé que pour surligner le titre de l'article dans l'introduction, une seule fois.
- L'italique est rarement utilisé : mots en langue étrangère, titres d'œuvres, noms de bateaux, etc.
- Les citations ne sont pas en italique mais en corps de texte normal. Elles sont entourées par des guillemets français : « et ».
- Les listes à puces sont à éviter, des paragraphes rédigés étant largement préférés. Les tableaux sont à réserver à la présentation de données structurées (résultats, etc.).
- Les appels de note de bas de page (petits chiffres en exposant, introduits par l'outil «  Source ») sont à placer entre la fin de phrase et le point final[comme ça].
- Les liens internes (vers d'autres articles de Wikipédia) sont à choisir avec parcimonie. Créez des liens vers des articles approfondissant le sujet. Les termes génériques sans rapport avec le sujet sont à éviter, ainsi que les répétitions de liens vers un même terme.
- Les liens externes sont à placer uniquement dans une section « Liens externes », à la fin de l'article. Ces liens sont à choisir avec parcimonie suivant les règles définies. Si un lien sert de source à l'article, son insertion dans le texte est à faire par les notes de bas de page.
- La présentation des références doit suivre les conventions bibliographiques. Il est recommandé d'utiliser les modèles {{Ouvrage}}, {{Chapitre}}, {{Article}}, {{Lien web}} et/ou {{Bibliographie}}. Le mode d'édition visuel peut mettre en forme automatiquement les références.
- Insérer une infobox (cadre d'informations à droite) n'est pas obligatoire pour parachever la mise en page.

Pour une aide détaillée, merci de consulter Aide:Wikification.
Si vous pensez que ces points ont été résolus, vous pouvez retirer ce bandeau et améliorer la mise en forme d'un autre article.
 (juillet 2023).
Natixis est un établissement financier français créé en 2006, filiale du Groupe BPCE, lui-même issu de la fusion des groupes Caisse d'épargne et Banque populaire. Natixis est présente dans près de 40 pays, à travers notamment Natixis Investment Managers et Natixis Corporate & Investment Banking.

## Histoire

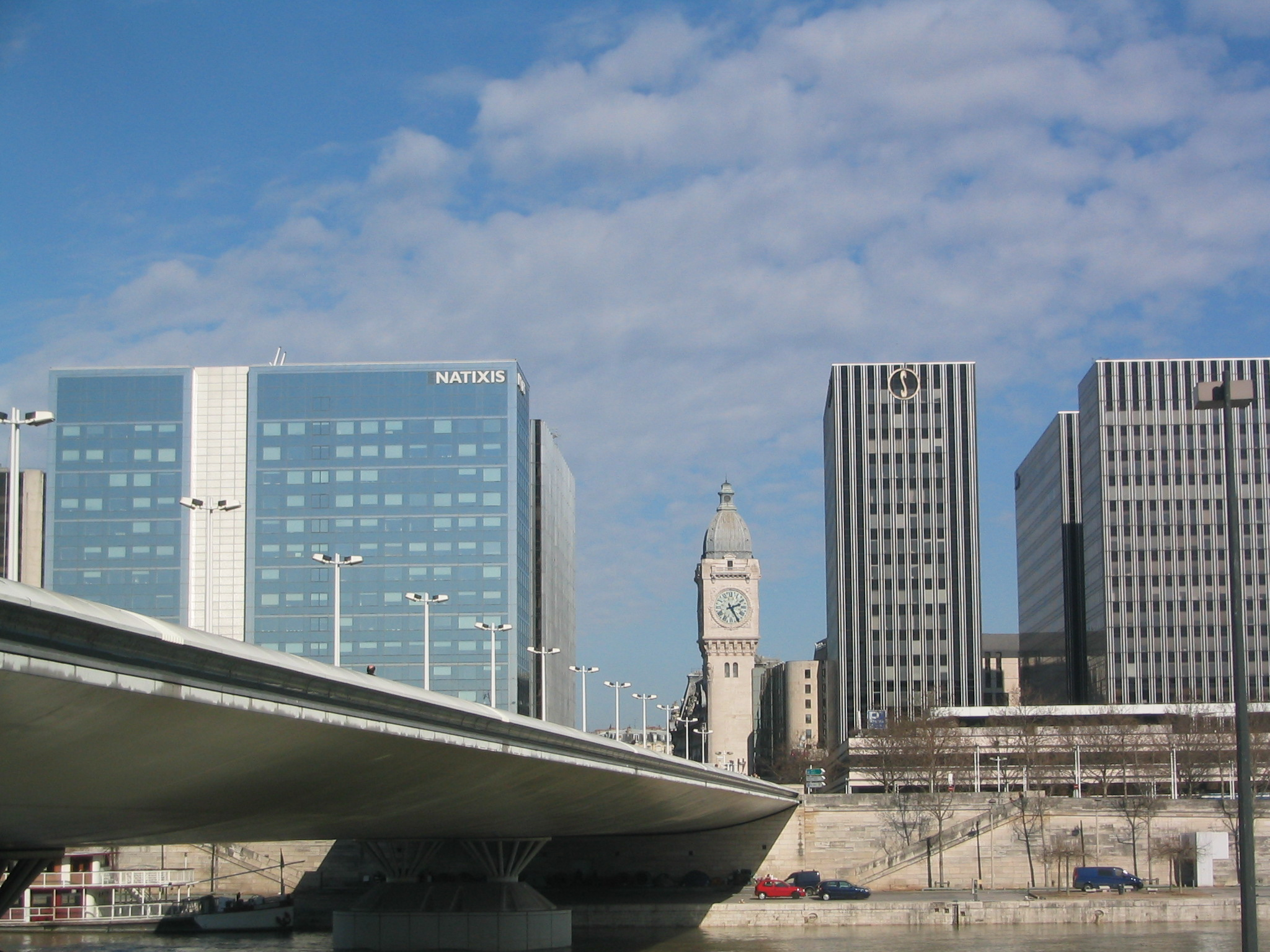
Natixis sur le quai de la Rapée, à gauche de la gare de Lyon à Paris

### Prédécesseurs

#### Natexis Banques populaires

Logo de Natexis Banques Populaires de 1999 à 2006.

En 1996, Natexis SA est créée à la suite de la fusion de la BFCE (Banque française du commerce extérieur) et du Crédit national. Le nom regroupe nat de Crédit national, et ex de commerce extérieur.
Quelques mois plus tard, en octobre 1997 le Groupe Banque populaire acquiert 23,35 % des parts de Natexis pour 1,53 milliard de francs et en devient l’actionnaire de référence, avec pour objectif d'atteindre les 30 % du capital sous peu,. C'est chose faite le 2 juin 1998 lorsque le Groupe Banque populaire monte à 71,4 % du capital de Natexis à l'issue d'une OPA amicale,.
Le rapprochement entre Banque populaire et Natexis se concrétise en mars 1998 avec l'intégration des activités d'épargne salariale de la Banque populaire (Interépargne) et de Natexis (Vitalia Europe). L'intégration se poursuit dans les mois suivants au niveau de l'affacturage (fusion entre Factorem et Natexis Factor) et l'assurance-vie.
Courant 1998, le groupe Banque populaire rachète amicalement le reste de Natexis SA puis le 1er janvier 1999 lui apporte les activités opérationnelles de la Caisse centrale des Banques populaires (CCBP) ; c'est-à-dire quasiment tout le personnel,,.
L'entité est renommée Natexis Banques Populaires le 27 juillet 1999 pour refléter son nouveau statut (l'entreprise adoptant le statut de banque plutôt que de société financière) et est recentrée sur 4 piliers (la banque commerciale, la banque d'investissement, les activités pour compte de tiers et les services bancaires et financiers),.
En novembre 2000, Natexis Banques Populaires procède à sa première augmentation de capital depuis la réorganisation de 1999 pour financer des opérations de croissance externe (notamment le rachat des parts d'Assurances Banque Populaire détenues par Cardif). L'année suivante les participations des banques régionales dans le capital de Natixis sont transférées à la Banque fédérale des banques populaires (BFBP) pour simplifier sa structure. Finalement Natexis Banques populaires reprend en mars 2002 l'intégralité du capital d'Interépargne (épargne salariale) et de Banque Populaire Asset Management (BPAM, gestion d'actifs) ce qui achève la restructuration du groupe Banques populaires.
En avril 2002, Natexis Banques Populaires annonce le rachat pour 290 millions d'euros des parts du réassureur Scor dans la société d'assurance-crédit Coface. Dans la foulée, en juillet 2002, Natexis lance une OPA sur le reste des actions Coface et en devient l'unique actionnaire.

#### IXIS Corporate & Investment Bank
En 1999, CDC IXIS est fondée par une volonté de la Caisse des dépôts (et du gouvernement de l'époque) de séparer les activités concurrentielles de l'institutionnel. En 2001, CDC IXIS va être apportée par la CDC à la coentreprise EULIA fondée à quasi-parité par la Caisse des dépôts et consignations et la CNCE. En 2004, dans des conditions rocambolesques[Lesquelles ?], la CNCE va prendre le contrôle total de CDC IXIS renommée IXIS,.

### Fusion
En mars 2006, surgit l'idée de regrouper Ixis et Natexis. Des banques d'affaires, dont Rothschild où exerce François Pérol soutiennent ce projet. En mai 2006, Dominique Ferrero est chargé d'une mission de réflexion. Alors chez Merrill Lynch, ce dernier a dirigé Natexis Banque de 1997 à 1999.
Le groupe Caisse d'Épargne et le groupe Banque populaire annoncent le rapprochement de leurs banques d'investissement, respectivement Ixis CIB et Natexis Banques populaires. À cette occasion, Natexis devient Natixis. Elle s'introduit en bourse le 25 octobre 2006 au prix de 19,55 euros l'action. Natixis est alors, en partie, détenue à parité avec 35 % du capital chacune par la Caisse nationale des Caisses d'Épargne et la Banque Fédérale des Banques populaires.
Elle est dirigée par Philippe Dupont, président du conseil de surveillance et par Dominique Ferrero, qui en prit la direction générale en 2006. En décembre 2006, l'équipe de direction est connue.

### Impact de la crise financière de 2008

#### Des erreurs de gestion en pleine crise financière
Affectée par ses choix de gestion, notamment durant la crise des subprimes, l'action Natixis a en moins de deux ans perdu près de 95 % de sa valeur, en passant sous le seuil de 1 € en mars 2009, stabilisée autour de 3,5 € en 2010.
Entre autres exemples, Natixis avait choisi d'être actionnaire de CIFG, société créée en mai 2002 dans l'État de New-York, mais qui a depuis son siège aux Bermudes. CIFG est l'un des huit premiers rehausseurs de crédit (monolines) aux États-Unis, chargés de transformer les créances hypothécaires risquées (les subprimes) en placements recevant la meilleure notation financière, soit AAA. Les deux maisons-mères de Natixis, le Groupe Caisse d'Épargne et le Groupe Banque populaire, ont été contraintes de racheter CIFG le 20 novembre 2007 et de le recapitaliser de 1,5 milliard d'euros. L'encours de CIFG a été chiffré à 70 milliards d'euros par Nicolas Merindol, directeur des Caisses d'Épargne, lors d'une audition officielle.
Natixis avoue également faire partie des banques touchées par l'escroquerie de Bernard Madoff et affiche une estimation d'un risque de perte à 450 millions d'euros maximum. 1818 Gestion (filiale à 100 % de Natixis) n'a pas respecté les engagements du mandat de gestion confié - réaliser des placements à risque limité - en investissant dans Luxalpha (produit Madoff). Le tribunal de commerce de Paris condamne Natexis à verser 100 377 euros à la SAS Groupe Someg avec intérêts au taux légal à compter du 10 juin 2009.
Les erreurs de management sont notables. Par exemple, Dominique Ferrero, directeur général de Natixis, embauche, en février 2008, Jean-Pascal Beaufret, un proche qui a également fréquenté dans les années 1980 les cabinets ministériels de la gauche, mais « qui n'a aucune expérience dans la banque d'investissement », en qualité de directeur financier rémunéré avec un salaire exorbitant. Celui-ci est limogé en novembre 2008 avec une indemnité de départ.

#### La matérialisation des risques entraîne la chute
Juste avant l'annonce des pertes, du 4 au 18 septembre 2008, la mise sur le marché de 1,7 milliard de titres a permis une augmentation de capital de 3,7 milliards d'euros, ce qui porte le nombre total d'actions à 2,9 milliards. Néanmoins, avec un cours de 2,55 € au moment de l'annonce, la capitalisation totale espérée n'est plus que de 7,4 G€.
Car le 29 septembre 2008 à 15 h 50, prise dans ses erreurs de gestion à la suite de la crise des « subprimes », la valeur de l'action atteint un plus bas à 1,75 € soit une perte de 91,04 % par rapport à sa valeur d'introduction. Le vendredi noir du 24 octobre 2008, l'action atteint brièvement un nouveau plus bas à 1,24 €, valeur qu'elle retrouve en décembre 2008 après l'annonce de provisions d'un montant de 450 millions d'euros à la suite de l'affaire Bernard Madoff.
Le vendredi 19 décembre 2008, le conseil de surveillance annonce parmi diverses mesures la suppression de 15 % des postes de la BFI, banque de financement et d'investissement, et l'arrêt des activités les plus risquées. L'objectif affiché est la réduction des sources de pertes.
Le 19 janvier 2009, la valeur du titre est de 1 €, soit 5 % de sa valeur initiale.
Le 26 février 2009, les comptes de l'année 2008 indiquent une perte de 2 622 M€,. Les comptes de la banque doivent être alors amputés à hauteur de 3,452 milliards d'euros par des dépréciations de son portefeuille d'actifs devenus illiquides. Le total de ces actifs – d'une valeur de 55 milliards d'euros – est cantonné dans une structure interne pour être cédé.
L'impasse dictée par ces difficultés s'est propagée aux maisons mères, les Caisses d'Épargne et les Banques populaires, affectées par de considérables moins-values. L'État français soutiendra, pour plus de 7 milliards d'euros, le plan d'assainissement de Natixis et de ses actionnaires, les banques populaires et les caisses d'épargne, pour l'essentiel.

#### Dirigeants renouvelés par l'État
Le 6 mars 2009, sous l'impulsion du gouvernement, Bernard Comolet et Bruno Mettling, démissionnent. Bruno Mettling, arrivé des Caisses d'épargne aux banques populaires en 2004, en avait pris la stratégie, puis la direction générale, sous l'autorité de Philippe Dupont. Le même jour, François Pérol qui a contribué à la création de Natixis, soutenu par le président de la République, est nommé président du conseil de surveillance de natixis,. Le 2 mars 2009, il avait pris ses fonctions de président du directoire de la Caisse Nationale des Caisses d'Epargne et de directeur général de la Banque Fédérale des Banques Populaires.
Au premier trimestre 2009, la banque enregistre une nouvelle lourde perte de 1,839 milliard d'euros.
En mars 2009, L'Agefi annonce que Natixis a versé 70 millions d'euros de bonus à 3.000 salariés pour leur exercice pour l'année 2008, créant ainsi une polémique.
En octobre 2009, Dominique Ferrero démissionne à son tour de ses fonctions de directeur général de Natixis. Mais, Dominique Ferrero reste salarié de Natixis d'octobre 2009 à mai 2012,. En tant que « Conseiller spécial » de François Pérol, durant cette période de près de trois années, Dominique Ferrero a bénéficié d'une rémunération annuelle de l'ordre de 600 000 euros.
Le cours du titre Natixis (KN) vaut alors moins de 1 €. Les actionnaires floués portent plainte,.

#### Mise en place d'un plan d'apurement et de redressement
La banque envisage le départ volontaire de 166 salariés dans l'activité titres et 130 autres dans l'activité de banque de financement et d'investissement (BFI). Le président de son conseil de surveillance, François Pérol, ne touchera que 550 000 euros annuels sans bonus en 2009. Le magazine Les Échos révèle dans son édition du 27 mars 2009 que 90 millions d'euros vont être distribués aux traders de la société sous forme de primes à un moment où se déroule un débat en France « sur les rémunérations des cadres dirigeants, notamment pour celles qui licencient ou bénéficient d'aides publiques ».
Le 30 avril 2009, l'assemblée générale a été accompagnée par des CRS. Une action de « lancer de pantoufles » a été provoquée par le collectif Sauvons les Riches. Lors de cette AG est annoncée la possible présence dans le bilan de 50 milliards d'euros d'actifs douteux.
Le 14 mai 2009, alors que certaines banques annoncent des bénéfices pour le 1er trimestre 2009, Natixis annonce 1,9 milliard de pertes.
Le 19 mai 2009, une perquisition est ordonnée au siège de la banque à la suite des plaintes en cours des actionnaires estimant avoir été trompés.
Concernant la fusion des actionnaires majoritaires (projet « Sequana »), le projet de loi est accepté le 20 mai 2009 par les députés et sera vu le 8 juin par les sénateurs. Les syndicats font appel à divers experts afin de les aider à juger du projet. Le cabinet Secafi rend son rapport le 26 mai.
Le 5 juin 2009, les comités d'entreprise informent de leurs intentions de déposer un recours en justice pour défaut d'information.
Le 9 juin 2009, les sénateurs approuvent le rapprochement des deux banques par 187 voix pour et 154 contre. Le secrétaire d'État au Commerce Hervé Novelli indique que la création du « nouvel organe central pourra être effective dès le mois de juillet ».
Le 26 août 2009, Natixis annonce la mise en place d'une garantie de sa maison mère, BPCE, issue du rapprochement des groupes Banque populaire et Caisse d'épargne, sur environ 35 milliards d'euros d'actifs dits en jargon interne « de GAPC ». La valeur s'envole de 33,26 %, sans dépasser 3,07 euros à l'ouverture de la séance. Fort de la mise en place de la garantie apportée par la BPCE, Natixis confirme ses objectifs de croissance et de retour à la rentabilité attendu pour le second semestre 2009.

### 2009 à 2020

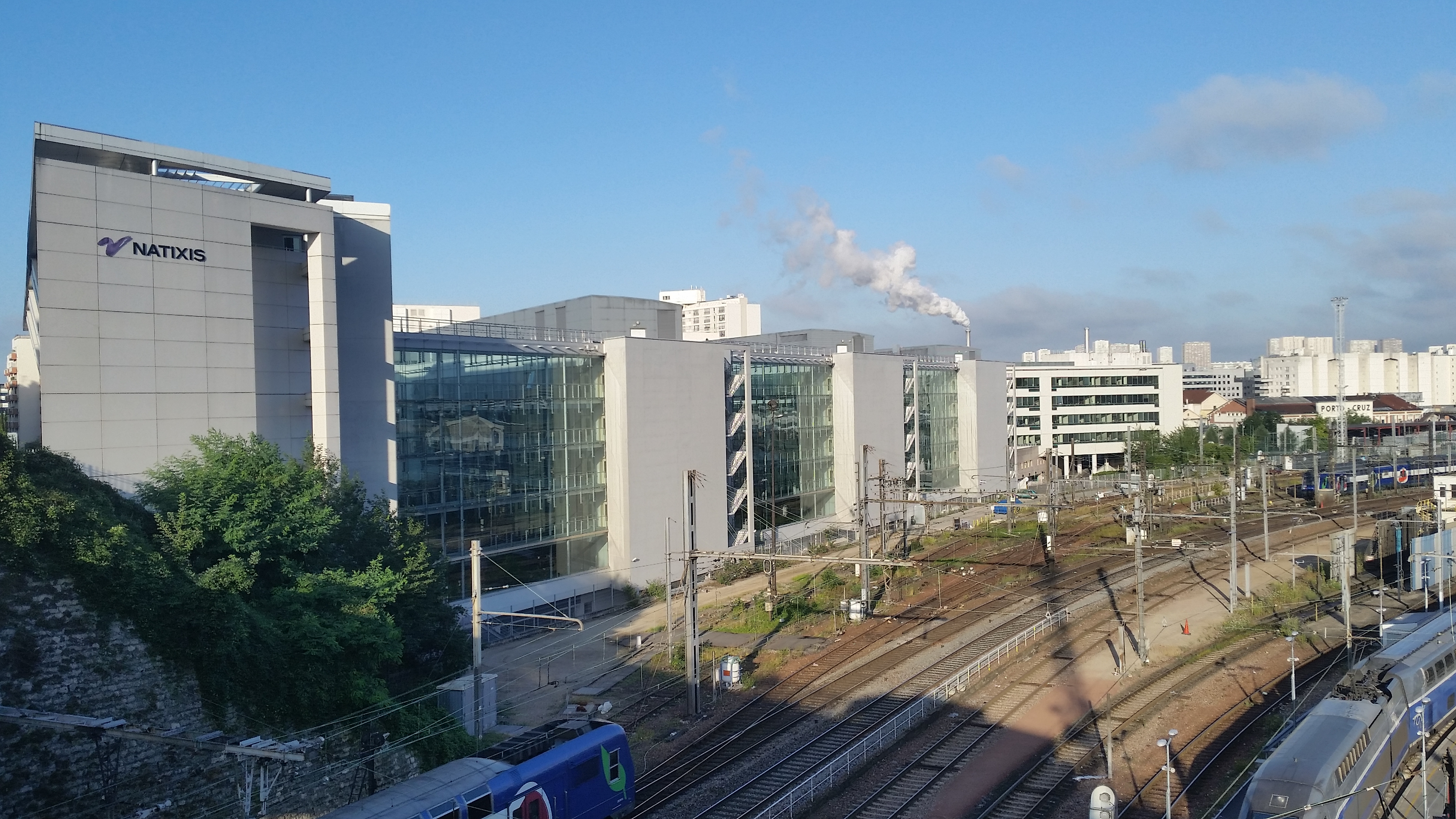
Bâtiment avenue de la Liberté à Charenton-le-Pont (Val-de-Marne)

François Pérol arrive à la tête du groupe BPCE. Philippe Dupont et Dominique Ferrero sont remerciés, mais demeurent dans le groupe. En avril 2009, Laurent Mignon remplace Dominique Ferrero en tant que directeur général de Natixis.
En septembre 2010, Natixis entre dans la composition du CAC 40.
En 2011, Natixis sort du CAC 40.
En 2013, il est prévu de réduire l'entreprise de 700 postes au sein du cash management. En avril 2014,Natixis annonce la suppression de 136 postes supplémentaires.
En 2016, 14 salariés de l'entreprise perçoivent une rémunération supérieure au million d'euros.
En septembre 2017, Natixis reprend les participations de 25% et 15% appartenant à respectivement la Macif et la Maif, dans BPCE Assurances, pour 272 millions d'euros.
En septembre 2018, Natixis annonce un projet de cession et d’acquisition par BPCE SA du pôle services financiers spécialisés (filiales affacturage, cautions et garanties, crédit-bail, crédit à la consommation et titres) pour un prix de 2,7 milliards d'euros.
En décembre 2018, une déficience de couverture sur le marché de Hong Kong occasionne une perte de 260 millions d'euros de revenus à la banque. La commercialisation d'un produit dit autocall, destiné à limiter l'effet de la volatilité des marchés, en regroupant un panier d'actions, est en cause. En l'occurrence, le modèle de couverture n'était pas adapté à une telle situation de marché. Le problème est aggravé par la faible liquidité sur ces marchés.
En mai 2019, Natixis Investment Managers acquiert une participation de 11% dans la société de gestion de placements indépendante canadienne, Fiera Capital. Ce partenariat stratégique fait de Fiera Capital le distributeur canadien privilégié des stratégies de placements et produits de Natixis. Ce dernier donnant également accès à ses clients internationaux aux stratégies complémentaires de Fiera Capital.
En septembre 2019, l'AMF sanctionne Natixis Investment Managers International et Natixis Asset Management Finance par respectivement une amende de 2 et 1 million d'euros. Dans le premier cas, elle condamne des « manquements relatifs à l’information communiquée aux porteurs ainsi qu’à la gestion des conflits d’intérêts » et dans le second d'« avoir méconnu l’obligation d’agir de manière honnête, loyale et professionnelle dans l’intérêt des porteurs »,.
En décembre 2019, avec trois autres entreprises du secteur, sa filiale Natixis Intertitres est condamnée par l'Autorité de la concurrence française à une amende de 83 millions d'euros, à la suite d'un fonctionnement de cartel (pratiques anticoncurrentielles), comprenant l'échange d'informations confidentielles et un verrouillage du marché du titre-restaurant de 2002 à 2018,. La Banque centrale européenne prononce une amende de 1,85 million d’euros contre Natixis Wealth Management Luxembourg en raison du « non-respect des obligations de déclaration en matière de limites et d’expositions importantes en 2016 et 2017 »
,.

### Depuis 2021
En février 2021, BPCE annonce l'acquisition de la participation de 29,3 % qu'il ne détient pas dans Natixis, pour 3,7 milliards d'euros. En avril 2021, Natixis comparaît devant le tribunal correctionnel de Paris pour information trompeuse dans la crise des subprimes, une amende de 7,5 millions d’euros est requise par le Procureur de la République financier précisant le : « montant correspondant à la peine maximale encourue, pour le délit de diffusion d’information fausse ou trompeuse en vue d’agir sur le cours des titres négociés ». Le jeudi 24 juin 2021, la 32ème chambre du tribunal correctionnel suit les réquisitions du parquet et inflige une amende de 7,5 millions d’euros .
En 2021, Jean Raby quitte la direction de la gestion d'actifs du groupe au profit de Tim Ryan. En mai 2021, Natixis Payments rachète la start-up Jackpot.
En mai 2021, Nicolas Sarkozy devient conseiller de Natixis dans le cadre de l'international advisory network de Natixis. Il y a alors une polémique quant au salaire versé pour cette mission à l'ancien président.
Le même mois, Natixis et six autres banques sont épinglées par Bruxelles pour entente sur le commerce d'obligations d'État européennes. Seules Bank of America et Natixis échappent aux amendes infligées par la Commission européenne en bénéficiant de la prescription. Les faits pourtant réellement commis entre le 26 février 2008 et le 6 août 2009 étaient trop anciens pour être poursuivis,.
Le 4 juin 2021, BPCE actionnaire majoritaire, lance une OPA pour racheter la totalité du capital de Natixis coté en bourse puis retirer le titre de la cotation. Cette opération intervient à l’issue d’une année qui a vu chuter son bénéfice net de 1,9 milliard en 2019 à 101 millions d’euros en 2020 . L'offre de rachat est de 4 € (pour un prix d'introduction de 19,55 €). La gestion de la banque amène à une perte de capital comparable à celle de l'affaire des emprunts russes.
Natixis n'est plus coté en bourse depuis le 21 juillet 2021.
En janvier 2022, Natixis cède sa participation résiduelle dans Coface.
Le 25 mars 2022, Natixis Investment Managers et H2O AM signent un accord sur le dénouement de leur partenariat.
Le 14 avril 2022, la Commission de Surveillance du Secteur Financier du Luxembourg inflige une amende de 108 900 euros à l’encontre de Natixis Wealth Management Luxembourg. Elle sanctionne ainsi des manquements graves aux dispositions applicables à la fonction dépositaire: « les manquements détectés portent sur les obligations de garde des autres actifs, les obligations de surveillance, le suivi des flux de trésorerie et la gestion saine et prudente de l’activité dépositaire ».
Le 13 mai 2022, Natixis Investment Managers finalise l’acquisition des participations de La Banque Postale dans Ostrum AM (45 %) et AEW Europe (40 %) et prolonge ses partenariats industriels en gestion d’actifs avec La Banque Postale jusqu’à fin 2030. A l’issue de ces opérations, Natixis IM détient désormais 100 % du capital d’Ostrum AM et d’AEW Europe.
Le 30 mai 2022 Natixis Interépargne, spécialiste de l'épargne salariale, est sanctionné par l'Autorité de contrôle prudentiel et de résolution, l'agence de contrôle de la Banque de France par un blâme et une sanction pécuniaire de 3 millions d'euros. Sont en cause de multiples manquements à ses obligations s'agissant de la lutte contre la déshérence,.
Le 1er décembre 2022, Stéphanie Paix est nommée directeur général de Natixis. Elle reste membre du comité de direction générale de BPCE et prend en charge les métiers mondiaux du Groupe BPCE.

## Activité
Natixis est présente dans 37 pays répartis sur 5 grandes zones géographiques : les Amériques, l'Asie-Pacifique, l'Europe et le Moyen-Orient.
- Banque de financement et d'investissement :
  - Conseil en fusions-acquisitions
  - Banque d'investissement
  - Financements
  - Solutions sur les marchés de capitaux
  - Solutions de trésorerie
  - Trade finance
  - Recherche
- Gestion d'actifs et de fortune :
  - Gestion d'actifs (international)
  - Epargne salariale, épargne retraite et actionnariat salarié
  - Gestion de fortune

### Filiales

#### Natixis Investment Managers
Basée à Boston et Paris, Natixis Investment Managers est un des leaders de la gestion d'actifs[réf. à confirmer]. Créée en 2004, la société gère en 2022 près de 1 111 milliards de dollars d'actifs. Filiale de Natixis, NIM est elle-même la holding de :
- AEW
- DNCA Investments
- Dorval Asset Management
- Flexstone Partners
- Gateway Investment Advisers
- Harris Associates
- Investors Mutual Limited
- Loomis, Sayles & Company
- Mirova
- MV Credit
- Naxicap Partners
- Ossiam
- Ostrum Asset Management
- Seventure Partners
- Thematics Asset Management
- Vauban Infrastructure Partners
- Vaughan Nelson Investment Management
- WCM Investment Management

#### Natixis Interépargne
Natixis Interépargne est une filiale de Natixis spécialisée, essentiellement, dans la gestion de l'épargne salariale. 

#### Natixis Wealth Management
Natixis Wealth Management (anciennement Banque Privée 1818) est une filiale de la ligne métier des Gestions d'actifs et de fortune de Natixis.
Natixis est organisée autour de deux lignes métiers gestion d'actifs et grande clientèle :
La banque de grande clientèle conseille et accompagne les entreprises, les investisseurs institutionnels, les sponsors financiers, ainsi que les acteurs du secteur public. Le pôle regroupe plusieurs filiales suivantes :

## Actionnaires
Liste des principaux actionnaires au 20 octobre 2019.
| BPCE                                | 70,6%   |
| Natixis (plan d'épargne)            | 2,92%   |
| Natixis (auto-contrôle)             | 0,090%  |
| Enseignants retraités du Texas      | 0,016%  |
| Nationwide Fund Advisors            | 0,011%  |
| David M. Knott Partnership          | 0,0047% |
| Boston Advisors                     | 0,0040% |
| Massachusetts Mutual Life Insurance | 0,0037% |
| ClearArc Capital                    | 0,0005% |

## Identité visuelle (logo)
Jusqu'en 2009, le logo se composait de deux losanges : l'un, bleu, signifiait son appartenance à la Banque Populaire alors que le second, de couleur rouge, suggérait la couleur de la Caisse d'Épargne.
En décembre 2009, Natixis se pare d'une nouvelle identité visuelle. Les deux losanges bleu et rouge disparaissent pour laisser place à un « N » stylisé d'un coup de pinceau, qui rappelle une signature d'un geste de la main. Le violet, du même ton que le logo de la nouvelle BPCE, fusionne le rouge de la Caisse d'Épargne et le bleu de la Banque populaire.
Logo en écho à celui de BPCE, la maison mère, représentant un cercle de la même couleur violet.
En 2017 le message de marque « Beyond Banking » vient compléter le logo officiel. Ce message vient signifier le désir de la marque de se surpasser pour ses clients.

Logo jusqu'en 2009.
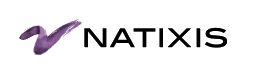
Logo de 2009 à 2023.

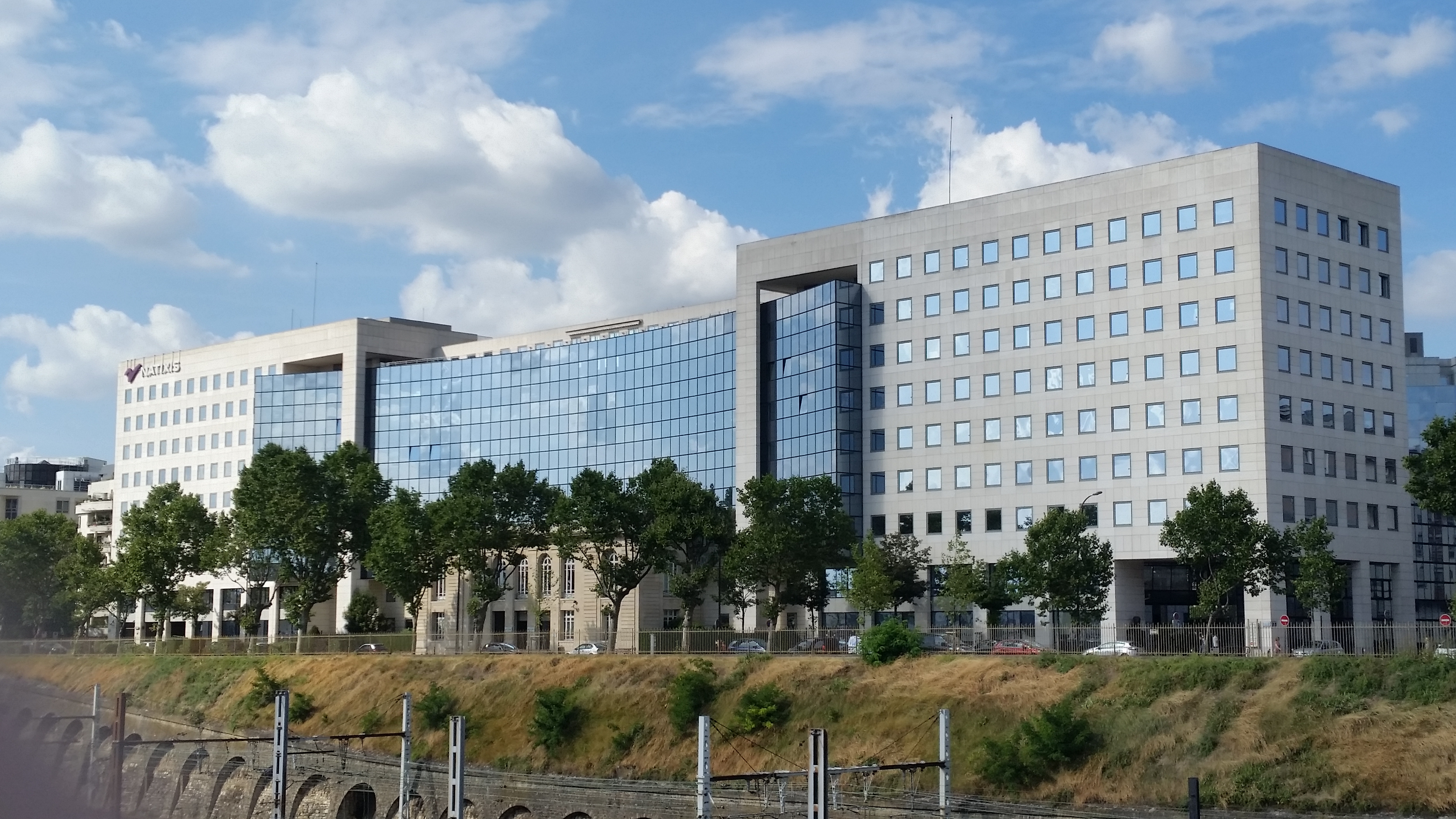
Immeuble Liberté, à Charenton-le-Pont
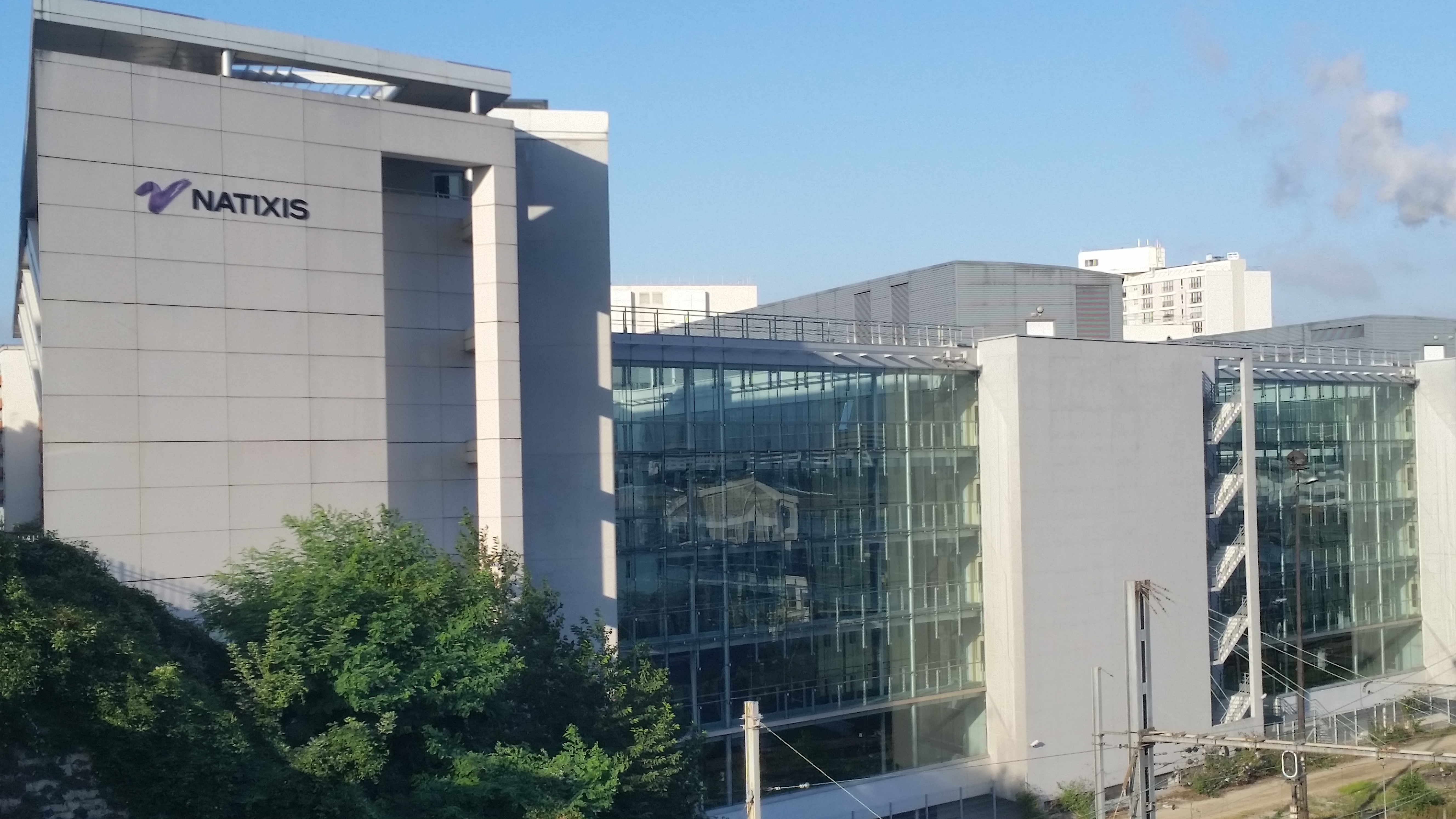
Immeuble Liberté 2, à Charenton-le-Pont

## Controverses

### Conflits d'intérêts
En 2006, Natexis et Ixis, alors respectivement filiales des Banques populaires et des Caisses d'épargne, annoncent leur fusion. Cette dernière est notamment conseillée par François Pérol, exerçant alors pour la banque d'investissement Rothschild.
Dès la nomination de François Pérol, des syndicats portent plainte sur ses conditions d'arrivée pour « prise illégale d'intérêts ». Le 24 septembre 2010, on annonce l'ouverture d'une information judiciaire à la demande de l'ADAM, afin d'éclaircir les déclarations et les comptes de la banque auprès des autorités et des actionnaires et aussi les conditions de vente par des conseillers clientèle incitant à la fermeture d'un livret A (placement sécurisé) au profit de l'achat de titres spéculatifs à risques. Pour l'ADAM, le cas Natixis présente le « sinistre financier le plus important » depuis qu'elle défend les intérêts des actionnaires minoritaires.
Le 31 décembre 2010, le cabinet Deminor porte plainte au nom de 730 actionnaires pour « diffusion d'informations fausses, mensongères ou trompeuses ».
En août 2014, Natixis annonce la nomination comme directeur, d'un ancien conseiller du premier ministre,.
Le 7 novembre 2014, le Parquet demande au juge d'instruction de renvoyer François Pérol devant le tribunal correctionnel, pour « prise illégale d'intérêts », réquisition suivie le 3 février 2015. Les audiences publiques du Tribunal correctionnel se tiennent du 22 juin au 2 juillet 2015. Elles sont l'occasion de décrire « un système poreux entre sphère privée et sphère publique » ou encore, de dénoncer la proximité entre les grands corps de l'État et les banques,. François Pérol est relaxé par la justice. Après la relaxe de François Pérol, le parquet interjette appel, en septembre 2015. La décision de la Cour d'appel de Paris est rendue le 29 juin 2017. Il est relaxé définitivement.
En mars 2016, un ancien collaborateur de l'Élysée, conseiller à la présidence de la république du temps de la création de Natixis est nommé à un poste de direction de Natixis après un parcours interne.

### Spéculation sur les matières premières
En février 2013, dans un rapport intitulé « Ces banques françaises qui spéculent sur la faim », l'ONG Oxfam France indique que les quatre principales banques françaises – BNP Paribas, Société générale, Crédit agricole et Natixis (BPCE) – géraient, pour leurs clients, en novembre 2012, au moins 18 fonds qui spéculent sur les matières premières. La majorité de ces fonds ont été créés une fois qu'avait commencé en 2008 la crise alimentaire, dans le but manifeste de faire des profits en spéculant sur les aliments et d'autres commodities.

### Pertes sur les dérivés actions
Fin 2018, Natixis annonce une déficience de couverture qui coûtera au total 260 millions d'euros de revenus à la banque au quatrième trimestre.
Pour le 1er trimestre 2020, Natixis annonce un impact de -130 millions d'euros sur actions lié aux marquages de dividendes à la suite d'annulation de dividendes sur entreprises au titre de 2019 et de l'évolution brutale des courbes de futures sur dividendes.
Pour le 2ᵉ trimestre 2020, Natixis annonce un impact de -143 millions d'euros sur actions lié aux marquages de dividendes à la suite d’une seconde vague d’annonces d’annulation de dividendes sur entreprises au titre de 2019.

### Anomalies dans la gestion d'actifs: fonds structurés et à formule
Le 14 mars 2016, Natixis annonce le remplacement du dirigeant de Natixis Asset Management, après son départ précipité, le 11 mars 2016.
Lors de sa séance de commission des sanctions du 23 juin 2017, l'Autorité des marchés financiers réclame 35 millions d'euros de sanction contre Natixis Asset Management, précisant : "Il n'y a aucun doute que ces commissions de rachats bénéficiaient à Natixis Asset Management, en contradiction avec ce qui figurait dans le prospectus de présentation du fonds", jugeant "particulièrement choquant" le fait que les principes fondateurs de la gestion d'actifs aient ainsi été remis en cause.
La décision finale de la commission des sanctions est rendue en juillet 2017. Le quantum de 35 millions d'euros de l'amende est confirmé à laquelle s'ajoute un avertissement. Il s'agit de la plus importante amende jamais prononcée par la commission.

### Discriminations
En décembre 2012, Natixis est condamné pour discrimination raciale, l'avocat Avi Bitton estimant que « C'est une affaire emblématique car elle concerne un cadre de haut niveau d'une grande banque ».
Une filiale "assurances" de Natixis et BPCE est condamnée par le conseil de prud’hommes de Grenoble en 2022 pour double discrimination: syndicale et liée au handicap. Elle devra lui verser 25 000 euros de dommages-intérêts et 10 000 euros au syndicat CGT des personnels de Natixis et ses filiales. L’entreprise interjette appel.

### Lanceurs d'alerte
Dans un arrêt du 16 décembre 2016, la Cour d'appel de Paris condamne Natixis à réintégrer un lanceur d'alerte.

### Communication lors de la crise financière de 2008
Le 15 février 2017, Natixis annonce sa mise en examen, pour deux communiqués émis au deuxième semestre 2007. Natixis est soupçonné de ne pas avoir correctement informé ses actionnaires qu'ils détenaient un titre (l'action Natixis) comportant un fort potentiel de baisse. Cette procédure fait suite à une plainte déposée par l'Association de défense des actionnaires minoritaires (ADAM) en 2009. La banque est condamnée en juin 2021 à une amende de 7,5 millions d'euros, « montant correspondant à la peine maximale encourue, pour le délit de diffusion d’information fausse ou trompeuse en vue d’agir sur le cours des titres négociés » selon le procureur de la République financier. Nicolas Namias s'est par ailleurs félicité du fait que les retombées dans la presse financière, au sujet de cette affaire, soient limitées.

### CumEx files
Selon la dernière enquête sur CumEx Files menée par Correctiv en 2021, qui avait révélé le scandale mondial en 2018, le pillage fiscal pendant 20 ans s'élève à 140 milliards d'euros dans le monde entier. La France est l'une des principales victimes avec des pertes autour de 33 milliards d'euros, quatre banques françaises dans le viseur du fisc : BNP Paribas, Société générale, Natixis et Crédit agricole via sa filiale Crédit agricole Corporate and Investment Bank. Plusieurs perquisitions sont menées le 28 mars 2023 dans la banque et dans 4 autres à Paris et à La Défense. Elles portent sur des soupçons pour blanchiment aggravé de fraude fiscale, selon le Parquet national financier (PNF). Ces enquêtes ouvertes fin 2021 par le PNF concernent la pratique du CumCum. Il s'agit d'une opération d'une très grande ampleur. Elle pourrait globalement avoir coûté plus d'un milliard d'euros au fisc français. Le Sénat avait alerté de façon itérative sur cette pratique dès 2018,.

### Discrimination femme/homme en matière salariale
En mai 2020, Cash Investigation diffuse un sujet sur les discriminations de salaire entre les hommes et les femmes, mettant notamment en exergue les inégalités de rémunération au sein de Natixis, l'entreprise du secteur bancaire ayant le plus gros écart, soit 43 %.

### Suppression de postes / délocalisation
245 postes sont supprimés en France en 2021 (environ 2% de l’effectif de Natixis) dans le cadre de la première phase du plan de réduction des effectifs "Magellan": salariés partant en retraite ou dans le cadre d'un départ volontaire. Il doit permettre d’économiser 350 millions d’euros d’ici à 2024. Par ailleurs, Natixis notamment a depuis quelques années mis en place les moyens matériels et les ressources nécessaires pour travailler au Portugal afin de pouvoir verser des salaires moins élevés et de bénéficier de prix de locaux d'entreprise moins onéreux,. 1 000 postes sont délocalisés. Natixis souhaite poursuivre ses délocalisations à Porto de certaines fonctions IT aujourd’hui sous-traitées,. Cette réduction du nombre de prestations externes est destinée à diminuer les couts de fonctionnement.Dans ces conditions, la présence du label « investissement socialement responsable » au regard des critères environnementaux, sociaux et de gouvernance sur les fonds d'investissement, offre matière à réflexion dans le cadre de l'évolution attendue.

### Corruption à Malte: plainte déposée par la Fondation Daphné Caruana Galizia
En 2020 une plainte a été déposée auprès du Parquet national financier (PNF), pour des faits de « blanchiment aggravé de corruption », « complicité de blanchiment » et « recel aggravé », à l’encontre de quatre banques françaises et d’une société de gestion de fonds, dans leur activité de financement d’entreprises. Le 16 octobre 2017, la journaliste maltaise Daphne Caruana Galizia a été assassinée alors qu’elle enquêtait sur un scandale de corruption impliquant des personnalités de premier plan du monde politique et du monde des affaires maltais. A peine deux mois plus tard, des banques françaises dont Natixis, par l’intermédiaire de filiales ou succursales, et une société de gestion de portefeuille ont accordé un prêt à la société Electrogas Malta Limited, pourtant au cœur des révélations de la journaliste assassinée.
Il ressort de l’enquête menée par la police maltaise que le directeur et actionnaire d’Electrogas, Yorgen Fenech, aurait été l’un des commanditaire de l’assassinat de la journaliste. L’assassinat aurait été perpétré en raison des révélations de cette dernière sur de potentiels faits de corruption lors de la privatisation du secteur gazier maltais au bénéfice de la société Electrogas. M. Fenech était alors vraisemblablement l’un des principaux bénéficiaires maltais de cette société. Ce dernier a, en outre, avoué à la police maltaise en juin 2020 que le contrat conclu par Electrogas avec la société public Enemalta était entaché de corruption.
La presse maltaise et internationale faisait état de forts soupçons de corruption entourant le marché de privatisation du gaz. Grâce aux Panama Papers, il avait été avancé que Yorgen Fenech aurait créé une société à Dubaï, 17Blacks, par l’intermédiaire de laquelle il aurait versé des pots-de-vin à Keith Schembri, alors directeur de cabinet du premier ministre, et à Konrad Mizzi, ministre de l’énergie au moment des faits, chargé des partenariats public-privé.
Malgré ces soupçons, malgré l’assassinat de Daphne Caruana Galizia, les quatre banques françaises, par l’intermédiaire de filiales ou succursales, ainsi que la société de gestion de portefeuille, ont accordé un prêt à Electrogas Malta Limited en novembre 2017.
Ces intermédiaires financiers sont pourtant soumis à des obligations de lutte contre le blanchiment et le financement du terrorisme, et se doivent notamment d’identifier les bénéficiaires effectifs des sociétés avec lesquelles ils font affaire. Ils auraient ainsi dû se rendre compte qu’Electrogas était pour le moins mêlée au scandale de corruption révélé par la presse.

## Mécénat et sponsoring

### Domaine de la culture
L'entreprise œuvre en faveur de la conservation et de l'accessibilité du patrimoine culturel français et international. En 2010, Natixis a financé la rénovation de la galerie des impressionnistes du Musée d'Orsay ; en 2012, Natixis a participé au financement de travaux de rénovation des bâtiments de la Comédie Française, notamment pour l'isolation acoustique de la Salle Richelieu. 

Natixis a aussi participé, au titre de ses actions de mécénat, à l'organisation de plusieurs expositions au Grand Palais :
- Claude Monet (2010-2011)[148]
- Katsushika Hokusai (2014-2015)[149]
- Picasso (2015-2016)[150]

### Domaine du sponsoring sportif
Natixis est le parrain officiel du Racing Metro 92 depuis 2007. 
Depuis janvier 2016, Dan Carter a même été nommé ambassadeur de la marque